# Моньюмент-Гіллс (Каліфорнія)
Моньюмент-Гіллс (англ. Monument Hills) — переписна місцевість (CDP) в США, в окрузі Йоло штату Каліфорнія. Населення — 1702 особи (2020).

## Географія
Моньюмент-Гіллс розташований за координатами 38°39′51″ пн. ш. 121°52′32″ зх. д. / 38.66417° пн. ш. 121.87556° зх. д. (38.664137, -121.875573).  За даними Бюро перепису населення США в 2010 році переписна місцевість мала площу 10,43 км², уся площа — суходіл.

## Демографія
Згідно з переписом 2010 року, у переписній місцевості мешкали 1542 особи в 526 домогосподарствах у складі 432 родин. Густота населення становила 148 осіб/км².  Було 575 помешкань (55/км²).
Расовий склад населення:
| - 75,4 % — білих - 5,0 % — азіатів - 2,1 % — корінних американців - 1,3 % — чорних або афроамериканців - 1,1 % — вихідців з тихоокеанських островів - 9,9 % — осіб інших рас |

До двох чи більше рас належало 5,2 %. Частка іспаномовних становила 26,1 % від усіх жителів.
За віковим діапазоном населення розподілялося таким чином: 24,6 % — особи молодші 18 років, 65,2 % — особи у віці 18—64 років, 10,2 % — особи у віці 65 років та старші. Медіана віку мешканця становила 42,9 року. На 100 осіб жіночої статі у переписній місцевості припадало 107,3 чоловіків;  на 100 жінок у віці від 18 років та старших — 107,3 чоловіків також старших 18 років.
Середній дохід на одне домашнє господарство  становив 150 675 доларів США (медіана — 113 750), а середній дохід на одну сім'ю — 149 989 доларів (медіана — 116 000). За межею бідності перебувало 2,4 % осіб, у тому числі 0,0 % дітей у віці до 18 років та 0,0 % осіб у віці 65 років та старших.
Цивільне працевлаштоване населення становило 818 осіб. Основні галузі зайнятості: роздрібна торгівля — 29,1 %, освіта, охорона здоров'я та соціальна допомога — 15,3 %, виробництво — 13,8 %.